# Isabella Whitney
Œuvres principales
- The Copy of a Letter (1566/1567)
- A Sweet Nosgay (1573)

Isabella Whitney est une poétesse anglaise du XVIe siècle, active entre 1566 et 1573. Elle est la première Anglaise à publier sous son nom des vers de sa composition qui ne soient pas religieux.

## Biographie
Les origines d'Isabella Whitney ne sont pas connues avec certitude. Elle pourrait être la fille de Geoffrey Whitney, un petit propriétaire terrien de Coole Pilate, dans le Cheshire. Le fils de ce Geoffrey, lui aussi appelé Geoffrey, mentionne dans ses écrits des individus qui semblent être également mentionnés dans les poèmes d'Isabella. Cette dernière indique par ailleurs avoir été élevée à Londres. Elle se décrit dans son œuvre comme célibataire et peu fortunée, ayant travaillé un certain temps comme servante avant d'être renvoyée. Dans son testament, établi en septembre 1600, Geoffrey lègue cinq marcs à une « sœur Eldershae » qui pourrait être Isabella (elle se serait alors mariée), mais cette dernière pourrait tout aussi bien être morte avant cette date.

## Œuvre
Isabella Whitney publie deux recueils de poèmes sous son nom : The Copy of a Letter en 1566 ou 1567 et A Sweet Nosgay en 1573. Les deux sont imprimés à Londres par Richard Jones. Il ne subsiste qu'une copie d'époque de chacun de ces deux livres, conservée à la bibliothèque bodléienne de l'université d'Oxford pour The Copy of a Letter et à la British Library pour A Sweet Nosgay.
The Copy of a Letter comprend quatre poèmes d'amour, dont peut-être seulement deux, « I.W. To her Unconstant Lover » et « The Admonition by the Auctor », sont de la plume de Whitney. Les deux autres, « A Loveletter, Sent from a Faithful Lover to an Unconstant Maiden » et « R.W. against the Willful Inconstancy of His Dear Foe E. T. », sont écrits d'un point de vue masculin et sont peut-être plutôt l'œuvre d'hommes.
A Sweet Nosgay contient davantage de poèmes, dont plusieurs sont des épîtres adressées à divers destinataires qui semblent contenir des éléments autobiographiques. Il s'ouvre sur un poème inspiré des Floures of Philosophy de Hugh Plat (en), retravaillées sous un angle « proto-féministe », et se conclut sur un pseudo-testament qui offre une description colorée de Londres au milieu du XVIe siècle.
D'autres poèmes ont été attribués de manière hypothétique à Whitney : « The Complaint of a Woman Lover » (1566 ?), « The Lady Beloved Exclaymeth of the Great Untruth of her Lover » (1578), « The Lamentacion of a Gentilwoman upon the Death of her Late Deceased Frend William Gruffith Gent. » (1578) ou encore « Another by I.W. » (1597).